# Григор Горчев
Григор Ангелов Горчев е български медик, почетен ректор на Медицински университет – Плевен с приноси в развитието на иновативни неинвазивни практики за лечение. Пионер на щадящата хирургия в гинекологията и онкогинекологията.

## Биография
Роден на 15 май 1956 г. във Велико Търново. Живее с родителите си в Трявна, където завършва основно и гимназиално образование от 1963 до 1974 г. в СОУ „Петко Рачев Славейков“.
Завършва ВМИ – Плевен през 1982 г. Започва работа в хирургическо отделение на болницата в Трявна. През 1983 г. става асистент в катедра „Патологична анатомия“ на ВМИ – Плевен, където работи до 1985 г.
През периода 1985 – 1987 г. е ординатор в Акушеро-гинекологично отделение град Трявна, а от 1987 – 1990 г. клиничен ординатор в катедра „Акушерство и гинекология“ на ВМИ – Плевен. От 1990 до 1992 г. е завеждащ акушеро-гинекологично отделение в Трявна. През 1992 г. става асистент в катедрата „Акушерство и гинекология“ на ВМИ – Плевен. Там работи до 1995 г. – като старши, а впоследствие и като главен асистент. През 1992 г. защитава докторска дисертация на тема: „Съвременно комплексно проучване върху атипичната хиперплазия и ендометриалния карцином“. През 1995 г. получава научното звание „Старши научен сътрудник II ст.“ (от 1996 г. „Доцент“) и става ръководител на Гинекологичната клиника на Онкологичния център на ВМИ – Плевен, където работи до 2003 г. От 2001 г. до 2003 г. е Заместник-ректор по лечебната дейност. Научна степен „Доктор на науките“ получава през 2002 г., с дисертационен труд на тема: „Хирургично поведение и прогноза при рак на ендометриума I и II FIGO стадий“. През декември 2003 г. е избран за ректор на ВМИ – Плевен, през 2003 г. става професор. След преобразуването на института в университет, два мандата е ректор: 2004 – 2008 г. и 2008 – 2013 г.
Избран за народен представител в XLV народно събрание като водач на листата на ГЕРБ в Плевен.

## Специализации и научни интереси
- Проф. Горчев е специализирал в Център за борба с рака „Пол Строс“, Страсбург, в институт „Гюстав Руси“ Париж и в онкологична болница „Гемели“ Рим. Специализациите му в центъра за борба с рака „Пол Строс“ са в тазовата хирургия; в Париж завършва курсове по хирургична техника и по лапароскопска хирургия.
- Научните му интереси са ориентирани към изследване на лимфогенното метастазиране при гинекологични онкологични заболявания, рака на тялото на матката и съвременното хирургично лечение на злокачествените заболявания на женските полови органи.
- Автор на 6 монографии, 4 учебника, 437 публикации в научни списания в България и чужбина, на три научни филма, на над 220 съобщения в национални и международни научни форуми (към октомври 2021 г.).[3]
- Член е на Френската Асоциация по Онкологична Гинекология (SFOG), на Европейската Асоциация по Медицинска Онкология (ESMO), на Българското научно дружество по акушерство и гинекология, на Български лекарски съюз.
- Член-кореспондент на Българската академия на науките от 2014 г.[4]
- Академик на БАН от 2021 г.[5]

## Иновативни постижения в медицината
- Внедрява асистирана с робот хирургия в България[1] и е първият сертифициран хирург за работа с хирургичен робот да Винчи[6]
- Извършва първата в България лапароскопски асистирана разширена вагинална хистеректомия (безкръвна операция) на жена с рак на маточната шийка, 2004 г.
- Осъществява за първи път в България операция на жена с рак на маточната шийка I стадий със запазване на детеродните ѝ органи, 2004 г.
- За първи път в България през 2012 г. екипът му в Плевен въвежда напълно неинвазивно лечение на солидни тумори с високоинтензивен фокусиран ултразвук (HIFU).[7]

## Награди
- Носител на наградата Медик на годината '2004 на вестник „Форум Медикус“ за значим научноизследователски принос в развитието на българската медицинска наука и практика в сферата на гинекологията и онкологията. Наградата се присъжда за значима организационна дейност за утвърждаването на Медицински университет в гр. Плевен в условията на реформа в здравеопазването и във висшето образование по медицина.
- Награден с почетен знак I степен от Българския лекарски съюз за принос в развитието на медицината, 2004 г.
- Звание „Почетен гражданин на град Трявна“, 2004 г.[8]
- Избран за личност на 2005 година от Американския биографичен институт на САЩ и комисията за международни проучвания за изключителните му постижения и благороден пример пред своите съвременници и обществото.
- Удостоен със званието „Почетен гражданин на град Плевен“ от Общински съвет – Плевен, 2005 г.
- Почетен знак на Българския лекарски съюз, 2006 г.
- Двукратен носител на отличието „Лекар на годината“ на Българския лекарски съюз – 2006, 2011 г.
- Признат за „Достоен българин на 2008 г.“ в класациите на в-к „24 часа“ и БНТ.
- Включен в националния каталог „Лекарите, на които вярваме“, специално издание на в. „24 часа“, за 2011 г. и 2015 г.
- Почетен знак на Президента на Република България за изключителни постижения и принос за националното здравеопазване.
- Носител на орден „Стара планина“ от 2016 г.[9]